# Ápio Cláudio Russo
Ápio Cláudio Crasso Russo (m. 268 a.C.; em latim: Appius Claudius Crassus Russus) foi um político da gente Cláudia da República Romana eleito cônsul em 268 a.C. com Públio Semprônio Sofo. Era o filho mais velho de Ápio Cláudio Cego e foi, aparentemente, o último de sua gente a utilizar o cognome "Crasso".

## Consulado (268 a.C.)
Foi eleito cônsul em 268 a.C. com Públio Semprônio Sofo. Os dois cônsules terminaram a campanha contra os picenos, iniciada no ano anterior, na Batalha de Ascoli, colocando definitivamente a região sob controle romano. Suetônio menciona Ápio Cláudio Russo em uma breve passagem das "Vidas dos Césares", afirmando que ele, depois de ter mandado erigir uma estátua coroada por um diadema no Fórum Romano, tentou apoderar-se da Itália por meio de seus clientes.
Cláudio morreu durante seu mandato.